# 徳島県道260号中野木屋平線
徳島県道260号中野木屋平線（とくしまけんどう260ごう なかのこやだいらせん）は、徳島県美馬郡つるぎ町から美馬市に至る一般県道である。

## 概要
美馬郡つるぎ町一宇から美馬市木屋平に至る。国道438号をつなぐ県道である。県道としては途中区間で指定が途切れているが、その間は林道経由で通りぬけ可能（一部ダート区間あり）。

### 路線データ
- 起点：美馬郡つるぎ町一宇（剣橋交差点、国道438号交点）
- 終点：美馬市木屋平（国道438号交点）
- 総延長：7.2 km[1]

## 歴史
- 1959年（昭和34年）1月31日 -　徳島県道130号として認定。
- 1972年（昭和47年）3月10日 - 現在の路線番号で再認定。

## 地理

### 通過する自治体
- 美馬郡つるぎ町
- 美馬市

### 交差する道路
| 交差する道路                            | 市町村名 | 市町村名 | 交差する場所 | 交差する場所      |
| --------------------------------------- | -------- | -------- | ------------ | ----------------- |
| 国道438号                               | 美馬郡   | つるぎ町 | 一宇         | 剣橋交差点 / 起点 |
| 未供用区間                              |          |          |              |                   |
| 国道438号 国道439号 重複 国道492号 重複 | 美馬市   | 美馬市   | 木屋平       | 終点              |

### 沿線
- 中尾山高原
- 保賀山峠